# Formosatettix obtusus
Formosatettix obtusus is een rechtvleugelig insect uit de familie doornsprinkhanen (Tetrigidae). De wetenschappelijke naam van deze soort is voor het eerst geldig gepubliceerd in 2000 door Azhar, Suhail, Sabir & Saeed.